# East Brunswick (New Jersey)
East Brunswick Township – miejscowość w hrabstwie Middlesex w stanie New Jersey w USA. Według danych z 2010 roku East Brunswick zamieszkiwało ponad 47,5 tys. osób.